# Пуцањ у шљивику преко реке
Пуцањ у шљивику преко реке је ТВ драма из 1978. године. 

## Кратак садржај
Драма говори о животу после револуције. Супротстављају се два пута у нови живот: на једној страни је председник општине за кога циљеви оправдавају средства, а на другој млади учитељ. Он стиже у село пун идеала, да по партијском задатку, отвори школу.

## Улоге
| Глумац                  | Улога                       |
| ----------------------- | --------------------------- |
| Адем Чејван             | Председник општине Миливоје |
| Милан Штрљић            | Учитељ Жарко Петровић       |
| Душица Жегарац          | Удовица Лепосава            |
| Светолик Никачевић      | Миливојев отац              |
| Боро Беговић            | Послужитељ у школи          |
| Љубомир Ћипранић        | Јанко                       |
| Драгомир Чумић          | Паметњаковић                |
| Мирољуб Лешо            | Радованов отац              |
| Мило Мирановић          | Сељак                       |
| Михајло Бата Паскаљевић | Цинкарош                    |
| Љиљана Перош            | Куварица                    |
| Рамиз Секић             | Станко                      |
| Томислав Трифуновић     | Отправник возова            |
| Гизела Лешо             |                             |